# Karol Pniak
Karol Pniak (né le 26 janvier 1910 à Jaworzno - mort le 10 novembre 1980 à Jaworzno) est un pilote de chasse polonais, as des forces armées polonaises de la Seconde Guerre mondiale, titulaire de 6 victoires confirmées.

## Biographie
Karol Pniak s'engage volontairement dans l'armée le 23 octobre 1928. Il reçoit son affectation au 2e régiment aérien et poursuit sa formation à l'école des sous-officiers de la force aérienne à Bydgoszcz, puis à l'école de tir et de bombardement aérien à Grudziądz. Il est ensuite affecté à la 122e escadrille de chasse. Le 15 juin 1939 il termine l'école des cadets officiers de la force aérienne à Dęblin. Il est promu sous-lieutenant en août 1939.
Karol Pniak est le vainqueur des nombreux prix en sport aérien, il est aussi triple champion de Pologne.
Le 2 septembre 1939, pendant la campagne de Pologne il remporte sa première victoire sur un Do 17.
Le 18 septembre 1939 il est évacué en Roumanie et le 29 octobre il arrive en France. En janvier 1940 il gagne l'Angleterre. Le 8 août 1940 il intègre le 32 RAF Squadron. Le 24 août il est abattu et saute en parachute, son Hurricane s'écrase à Rhodes Minnis. Blessé lors de l'accident, il est hospitalisé jusqu'au 16 septembre. Après son hospitalisation, il incorpore le 257 RAF Squadron et le 23 novembre 1940 il est affecté à la 306e escadrille de chasse polonaise. Le 13 février 1943 il rejoint le Polish Fighting Team appelé aussi "Cyrk Skalskiego" (le Cirque de Skalski) une unité de chasse polonaise qui se bat en Tunisie. Le 28 novembre 1943 il prend le commandement de la 308e escadrille de chasse polonaise et reste à sa tête jusqu'à la fin de la guerre.
En décembre 1946 il est démobilisé et revient le 24 février 1947 en Pologne. Il habite à Jaworzno où il meurt le 10 novembre 1980.

## Decorations
- Ordre militaire de Virtuti Militari
- La croix de la Valeur Krzyż Walecznych - 4 fois
- Croix du mérite Krzyż Zasługi
- Distinguished Flying Cross - britannique
- La croix de l'air Vliegerkruis (Pays-Bas)